# یونسکو
سازمان آموزشی، علمی و فرهنگی سازمان ملل متحد (یونسکو؛ فرانسوی: Organisation des Nations unies pour l'éducation, la science et la culture‎) یک سازمان تخصصی سازمان ملل متحد است که با هدف کمک به «ایجاد صلح، ریشه کن کردن فقر، توسعه پایدار و گفتگوی بین فرهنگی از طریق آموزش، علوم، فرهنگ، ارتباطات و اطلاعات» به وجود آمده‌است و جانشین کمیته بین‌المللی همکاری اندیشمندانه جامعه ملل است.
یونسکو ۱۹۳ کشور عضو رسمی و ۱۱ عضو وابسته دارد. اکثر دفاتر آن در پاریس، فرانسه، مستقر است افزون بر این مراکز، دفاتر ملی و منطقه ای نیز وجود دارد.
یونسکو به دنبال ایجاد فرهنگ صلح و دانش فراگیر از طریق اطلاعات و ارتباطات است. برای این منظور، اهداف خود را از طریق پنج حوزه اصلی دنبال می‌کند: آموزش، علوم طبیعی، علوم اجتماعی / انسانی، فرهنگ و ارتباطات / اطلاعات. این برنامه از پروژه‌های مرتبط با سواد، آموزش فنی، آموزش، پیشرفت علم، ترویج رسانه‌های مستقل و آزادی مطبوعات، حفظ تاریخ منطقه ای و فرهنگی و ترویج تنوع فرهنگی حمایت می‌کند . یونسکو در ترجمه و ترویج ادبیات جهان، ایجاد توافق‌نامه‌های همکاری بین‌المللی برای تأمین امنیت " میراث جهانی " از اهمیت فرهنگی و طبیعی، حفظ حقوق بشر و پل زدن شکاف دیجیتال در سراسر جهان کمک می‌کند. این برنامه همچنین جنبش آموزش برای همه و علم‌آموزی تمام عمر را راه اندازی و رهبری می‌کند.
یونسکو عضو گروه توسعه سازمان ملل متحد، ائتلافی از آژانس‌ها و سازمان‌های سازمان ملل با هدف تحقق اهداف توسعه پایدار است.

## تاریخ

پرچم یونسکو

پیشینه یونسکو و دستورالعمل آن برای همکاری‌های بین‌المللی را می‌توان به قطعنامه اتحادیه ملل در ۲۱ سپتامبر ۱۹۲۱ دید. این نهاد جدید با عنوان، کمیته بین‌المللی همکاری‌های فکری (ICIC) در سال ۱۹۲۲ ایجاد شد. در ۱۸ دسامبر سال ۱۹۲۵، دفتر بین‌المللی آموزش و پرورش (IBE) به عنوان یک سازمان مردم‌نهاد در خدمت توسعه آموزشی بین‌المللی کار خود را شروع کرد.  با این حال، شروع جنگ جهانی دوم تا حد زیادی کار این سازمان را قطع کرد.

## فعالیت‌ها
یونسکو فعالیت‌های خود را از طریق پنج حوزه برنامه انجام می‌دهد: آموزش، علوم طبیعی، علوم اجتماعی و انسانی، فرهنگ و ارتباطات و اطلاعات.
- آموزش و پرورش: یونسکو از تحقیقات در آموزش تطبیقی و ارائه تخصص و مشارکت در تقویت رهبری آموزش ملی و ظرفیت کشورها برای ارائه آموزش با کیفیت برای همه پشتیبانی می‌کند؛ که شامل موارد زیر است:
  - صندلی‌های یونسکو؛ یک شبکه بین‌المللی از ۶۴۴ صندلی یونسکو، با بیش از ۷۷۰ مؤسسه در ۱۲۶ کشور جهان است
  - سازمان حفاظت از محیط زیست
  - کنوانسیون علیه تبعیض در آموزش و پرورش استوارشده در سال ۱۹۶۰
  - سازمان کنفرانس بین‌المللی آموزش بزرگسالان (CONFINTEA) در فاصله زمانی ۱۲ ساله
  - انتشار گزارش نظارت بر آموزش جهانی
  - انتشار سند اصلی چهار ستون یادگیری
  - یونسکو ASPNet؛ شبکه بین‌المللی ۸۰۰۰ مدرسه در ۱۷۰ کشور جهان اس

- تعیین پروژه‌ها و اماکن با اهمیت فرهنگی و علمی مانند:
  - شبکه جهانی ژئوپارک
  - ذخایر زیست کره، از طریق سال ۱۹۷۱ توسط برنامه انسان و زیست‌کره (MAB) ذخیره می‌شود.
  - شهر ادبیات؛ در سال ۲۰۰۷، نخستین شهری که به آن این عنوان اهدا شد ادینبورگ، اولین کتابخانه در گردش اسکاتلند بود.[۱۱] در سال ۲۰۰۸، آیووا سیتی، آیووا به شهر ادبیات تبدیل شد.
  - پروژه‌های زبانهای در معرض خطر و تنوع زبانی
  - کتابخانه دیجیتال جهانی
  - مدیریت منابع آب، از طریق برنامه بین‌المللی هیدرولوژیکی (IHP)، از سال ۱۹۶۵
  - شاهکارهای شفاهی و ناملموس میراث بشری
  - حافظه جهانی یونسکو، از سال ۱۹۹۷
  - سایت‌های میراث جهانی

نماد برنامه شاهکارهای شفاهی و ناملموس میراث بشری
نماد برنامه حافظه جهانی یونسکو
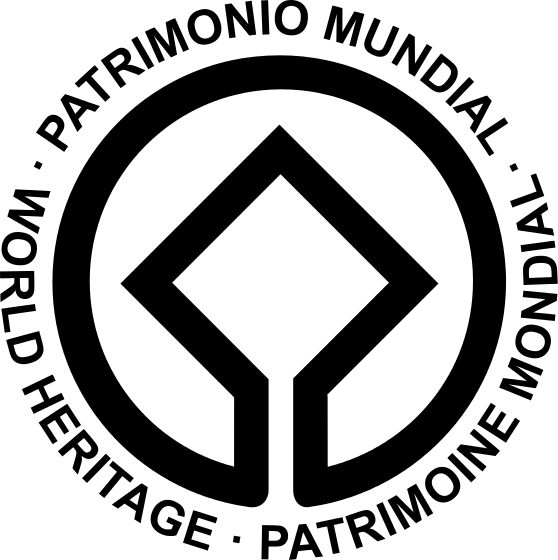
نماد میراث جهانی یونسکو

- یونسکو همچنین بیانیه‌های عمومی را برای آموزش مردم صادر می‌کند:
  - بیانیه سویل در مورد خشونت : بیانیه ای که در سال ۱۹۸۹ توسط یونسکو به منظور رد این دیدگاه که انسان از نظر بیولوژیکی مستعد خشونت سازمان یافته‌است، اتخاذ شده‌است.
- تشویق «جریان آزاد ایده‌ها توسط تصاویر و کلمات» به وسیله:
  - ترویج آزادی بیان، از جمله آزادی مطبوعات و قانون آزادی اطلاعات، از طریق بخش آزادی بیان و توسعه رسانه‌ها،[۱۲] از جمله برنامه بین‌المللی توسعه ارتباطات[۱۳]
  - ارتقاء ایمنی روزنامه نگاران و مقابله با مصونیت از مجازات برای کسانی که به آنها حمله می‌کنند،[۱۴] از طریق هماهنگی برنامه اقدام سازمان ملل در مورد ایمنی روزنامه نگاران و مسئله مصونیت از مجازات مصونیت[۱۵]
  - ترویج دسترسی جهانی به و حفظ اطلاعات و راه حل‌های باز برای توسعه پایدار از طریق بخش جوامع دانش،[۱۶] از جمله برنامه حافظه جهانی[۱۷] و اطلاعات برای همه برنامه‌ها[۱۸]
  - ترویج کثرت گرایی، برابری جنسیتی و تنوع فرهنگی در رسانه‌ها
  - ارتقاء جهانی بودن اینترنت و اصول آن، اینکه اینترنت باید مبتنی بر حقوق بشر باشد، (ii) آزاد، (iii) در دسترس همه و (IV) با مشارکت چند ذی‌نفع (که به اختصار ROAM خلاصه می‌شود) گسترش می‌یابد.[۱۹]
  - تولید دانش از طریق نشریاتی مانند روندهای جهانی در آزادی بیان و توسعه رسانه‌ها،[۲۰] سری یونسکو در مورد آزادی اینترنت ،[۲۱] و شاخص‌های توسعه رسانه‌ها،[۲۲] و همچنین سایر مطالعات مبتنی بر شاخص.
- ترویج رویدادها، مانند:
  - دهه بین‌المللی ارتقاء فرهنگ صلح و عدم خشونت برای کودکان جهان: ۲۰۰۱–۲۰۱۰، اعلام شده توسط سازمان ملل در سال ۱۹۹۸
  - روز جهانی آزادی مطبوعات، ۳ مه هر سال، برای ترویج آزادی بیان و آزادی مطبوعات به عنوان یک حقوق اساسی بشر و به عنوان مؤلفه‌های مهم هر جامعه سالم، دموکراتیک و آزاد.
  - Criança Esperança در برزیل، با همکاری شبکه رده گلوبو برای جمع‌آوری بودجه برای پروژه‌های جامعه محور که موجب ادغام اجتماعی و پیشگیری از خشونت می‌شوند.
  - روز جهانی سوادآموزی
  - سال جهانی فرهنگ صلح
  - برنامه آموزش سلامت برای تغییر رفتار با همکاری وزارت آموزش و پرورش کنیا که توسط دولت آذربایجان برای ارتقاء آموزش بهداشت در بین جوانان ۱۰ تا ۱۹ ساله که در اردوگاه غیررسمی در کیبرا، نایروبی زندگی می‌کنند پشتیبانی شد. این پروژه بین سپتامبر ۲۰۱۴ - دسامبر ۲۰۱۶ انجام شده‌است.[۲۳]
- تأسیس و تأمین بودجه پروژه‌ها، مانند:
  - ابتکار موزه‌های مهاجرت: ترویج ایجاد موزه‌ها برای گفتگوی فرهنگی با جمعیت مهاجران.[۲۴]
  - UNESCO-CEPES، مرکز آموزش عالی اروپا: در سال ۱۹۷۲ در بخارست، رومانی، به عنوان یک دفتر متمرکز برای ارتقاء همکاری‌های بین‌المللی در آموزش عالی در اروپا و همچنین کانادا، آمریکا و اسرائیل تأسیس شد. آموزش عالی در اروپا مجله رسمی آن است.
  - دایرکتوری نرم‌افزار رایگان: از سال ۱۹۹۸ یونسکو و بنیاد نرم‌افزار آزاد به‌طور مشترک این پروژه را برای فهرست بندی نرم‌افزارهای رایگان تأمین مالی کرده‌اند.
  - فرش (FRESH) با تمرکز بر سلامت مدرسه.[۲۵]
  - اوآنا، سازمان آژانس‌های خبری آسیا و اقیانوسیه
  - شورای بین‌المللی علوم
  - سفیران حسن نیت یونسکو
  - ASOMPS، سمپوزیوم آسیا در مورد گیاهان دارویی و ادویه جات، ترشی جات، یک سری کنفرانس‌های علمی است که در آسیا برگزار می‌شود.
  - گیاهشناسی ۲۰۰۰ (Botany 2000)، برنامه پشتیبانی از طبقه‌بندی، و تنوع بیولوژیکی و فرهنگی گیاهان دارویی و زینتی و محافظت از آنها در برابر آلودگی محیط زیست
  - مجموعه آثار نماینده یونسکو، ترجمه آثار ادبیات جهان از هر زبان و به زبان‌های مختلف، از سال ۱۹۴۸ تا ۲۰۰۵
  - گونسکو (GoUNESCO)، چتری از ابتکارات برای سرگرمی میراث با حمایت یونسکو، دفتر دهلی نو[۲۶]

پورتال شفافیت یونسکو که برای دسترسی عمومی به اطلاعات مربوط به فعالیت‌های سازمان، از جمله بودجه کل آن برای دوسال، و همچنین پیوند با اسناد برنامه ای و مالی مربوط، طراحی شده‌است.
پیشنهادهایی برای ایجاد دو فهرست جدید یونسکو ارائه شده‌است.
نخستین فهرست پیشنهادی به میراث فرهنگی متحرک مانند آثار باستانی، نقاشی، و اثرات بیولوژیک متمرکز خواهد شد. این فهرست ممکن است شامل اشیاء فرهنگی زیر باشد:
- جونوس ونوس ژاپن
- مونالیزا فرانسه
- چاقوی گبل الاک مصر
- موج نهم روسیه
- کرسی نشسته اوتالاویک از ترکیه
- تندیس داوود، ایتالیا
- ماتورا هراکلس هند
- منارگول جار فیلیپین
- تاج بائوجه از کره جنوبی
- های وین انگلستان
- برنزهای بنین نیجریه

دومین فهرست پیشنهادی به گونه‌های زنده دنیا خواهد پرداخت، مانند:
- اژدهای کومودو اندونزی
- پاندا چین
- عقاب سرسفید کشورهای آمریکای شمالی
- آی-آی ماداگاسکار
- شیر ایرانی هند
- کاکاپو نیوزیلند
- تاپیر کوه کلمبیا، اکوادور و پرو.

## رسانه‌ها
یونسکو و موسسات تخصصی آن تعدادی مجله منتشر می‌کنند.
مجله The UNESCO Courier برای «ترویج آرمان‌های یونسکو، حفظ بستر گفتگو بین فرهنگ‌ها و فراهم کردن زمینه ای برای بحث و گفتگوی جهانی» بیان می‌کند. از مارس ۲۰۰۶ آن را به‌صورت آنلاین و با شماره‌های محدود چاپ شده در دسترس می‌باشد. مقالات آن نظرات نویسندگان را بیان می‌کند که لزوماً نظر یونسکو نیستند. بین سالهای ۲۰۱۲ تا ۲۰۱۷ یک وقفه در انتشار وجود داشته‌است.
در سال ۱۹۵۰، یونسکو برای بررسی بحث پیرامون تأثیر علم بر جامعه، تأثیر علم بر جامعه (Science on Society) (همچنین شناخته شده به عنوان Impact) را آغاز کرد. مجله در سال ۱۹۹۲ انتشارش را متوقف کرد. همچنین یونسکو فصلنامه بین‌المللی موزه را از سال ۱۹۴۸ منتشر کرد.

## سازمان‌های غیردولتی رسمی یونسکو
یونسکو با ۳۲۲ سازمان مردم‌نهاد بین‌المللی روابط رسمی دارد.

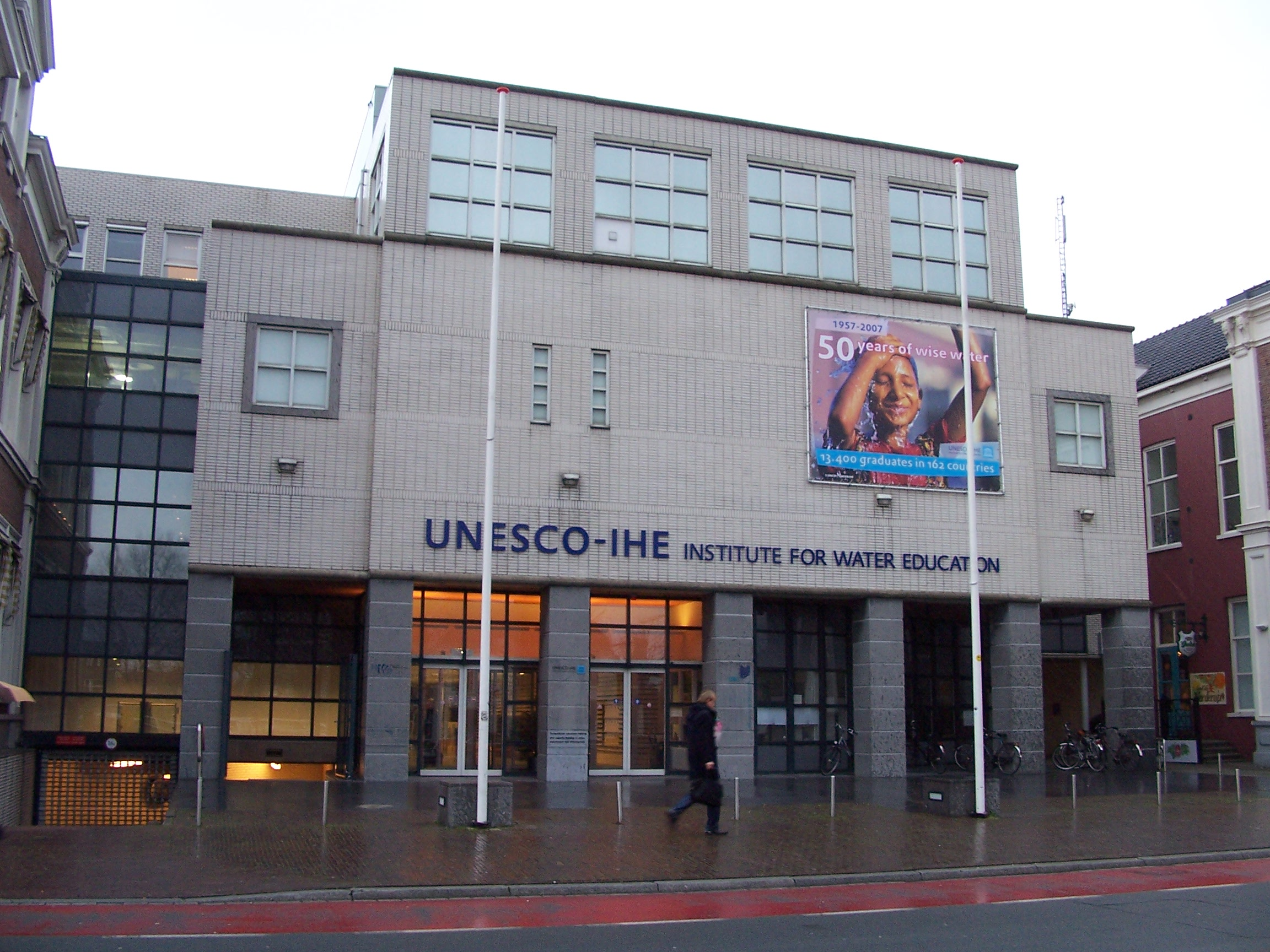
انستیتوی یونسکو برای آموزش آب در دلفت

| ابر      | سازمان                                                            |
| -------- | ----------------------------------------------------------------- |
| آی بی بی | دیپلم بین‌المللی                                                   |
| CCIVS    | کمیته هماهنگی خدمات داوطلبانه بین‌المللی                           |
| EI       | بین‌المللی آموزش                                                   |
| IAU      | انجمن بین‌المللی دانشگاه‌ها                                         |
| IFTC     | شورای بین‌المللی فیلم، تلویزیون و ارتباطات سمعی و بصری             |
| ICPHS    | شورای بین‌المللی فلسفه و مطالعات انسانی که Diogenes را منتشر می‌کند |
| ICSU     | شورای بین‌المللی علوم                                              |
| ICOM     | شورای بین‌المللی موزه‌ها                                            |
| ICSSPE   | شورای بین‌المللی علوم ورزشی و تربیت بدنی                           |
| ICA      | شورای بین‌المللی بایگانی                                           |
| ICOMOS   | شورای بین‌المللی آثار و مکانها                                     |
| IFJ      | فدراسیون بین‌المللی روزنامه نگاران                                 |
| ایفلا    | فدراسیون بین‌المللی انجمن‌ها و موسسات کتابخانه ای                   |
| IFPA     | فدراسیون بین‌المللی انجمن‌های شعر                                   |
| IMC      | شورای بین‌المللی موسیقی                                            |
| IPA      | انجمن بین‌المللی پلیس                                              |
| اینسولا  | شورای علمی بین‌المللی توسعه جزایر                                  |
| ISSC     | شورای بین‌المللی علوم اجتماعی                                      |
| ITI      | مؤسسه بین‌المللی تئاتر                                             |
| IUCN     | اتحادیه بین‌المللی برای حفاظت از طبیعت و منابع طبیعی               |
| IUTAO    | اتحادیه بین‌المللی انجمن‌های فنی و سازمان‌ها                         |
| UIA      | اتحادیه انجمن‌های بین‌المللی                                        |
| می‌خواهم  | انجمن جهانی روزنامه‌ها                                             |
| WFEO     | فدراسیون جهانی سازمانهای مهندسی                                   |
| WFUCA    | فدراسیون جهانی باشگاه‌ها، مراکز و انجمن‌های یونسکو                  |

## جوایز
یونسکو ۲۲ جایزه در آموزش، علوم، فرهنگ و صلح اعطا می‌کند:
- جایزه صلح فلیکس هوفویت-بوینی
- جوایز اورال یونسکو: برای زنان در علم
- جایزه سواد کینگ سیجونگ یونسکو
- جایزه کنفوسیوس یونسکو: برای ادبیات
- جایزه امیر جابر آل احمد الجابر الصباح یونسکو: برای ارتقاء آموزش کیفیت برای افراد دارای معلولیت فکری
- جایزه پادشاه حمد بن عیسی آل خلیفه یونسکو :برای استفاده از فناوری‌های اطلاعات و ارتباطات در آموزش و پرورش
- جایزه حمدان بن رشید آل مکتوم یونسکو: برای عملکرد برجسته و عملکرد در تقویت اثربخشی معلمان
- جایزه کالینگا یونسکو :محبوبیت علمی
- مدال یونسکو / انستیتو پاستور مدال :برای سهم برجسته در توسعه دانش علمی که تأثیر مفیدی بر سلامت انسان دارد
- جایزه یونسکو / جایزه سلطان قابوس :برای حفظ محیط زیست
- جایزه بین‌المللی آب
- جایزه میشل باتیس:برای مدیریت ذخیره بیوسفر
- جایزه یونسکو / جایزه بیلبائو :برای ترویج فرهنگ حقوق بشر
- جایزه یونسکو برای آموزش صلح
- جایزه یونسکو- مادانجت سینگ :برای ارتقاء مدارا و عدم خشونت
- جایزه یونسکو / جایزه بین‌المللی خوزه مارتو
- یونسکو / جایزه ابن سینا :برای اخلاق در علم
- جایزه یونسکو / جوآن بوش: برای ارتقاء تحقیقات علوم اجتماعی در آمریکای لاتین و کارائیب
- جایزه شارجه: برای فرهنگ عرب
- جایزه بین‌المللی ملیا مرکوری :برای حفاظت و مدیریت مناظر فرهنگی (یونسکو-یونان)
- جایزه IPDC-یونسکو :برای ارتباطات روستایی
- جایزه آزادی مطبوعات یونسکو / گیلرمو کانو
- یونسکو / جیجی جایزه جهانی حافظه
- جایزه بین‌المللی یونسکو-گینه استوایی :برای تحقیقات در علوم زندگی
- جایزه Carlos J. Finlay برای :میکروبیولوژی

## روزهای بین‌المللی مشاهده شده در یونسکو
روزهای جهانی ثبت شده در یونسکو در جدول ذیل آورده شده‌است
| تاریخ                       | نام                                                                   |
| --------------------------- | --------------------------------------------------------------------- |
| ۲۷ ژانویه                   | روز جهانی بزرگداشت در یادبود قربانیان هولوکاست                        |
| ۱۳ فوریه                    | روز جهانی رادیو                                                       |
| ۲۱ فوریه                    | روز جهانی زبان مادری                                                  |
| ۸ مارس                      | روز جهانی زن                                                          |
| ۲۰ مارس                     | روز بین‌المللی فرانکوفونی                                              |
| ۲۱ مارس                     | روز جهانی نوروز                                                       |
| ۲۱ مارس                     | روز جهانی شعر                                                         |
| ۲۱ مارس                     | روز جهانی رفع تبعیض نژادی                                             |
| ۲۲ مارس                     | روز جهانی آب                                                          |
| ۲۳ آوریل                    | روز جهانی کتاب و کپی رایت                                             |
| ۳۰ آوریل                    | روز جهانی جاز                                                         |
| ۳ مه                        | روز جهانی آزادی مطبوعات                                               |
| ۲۱ مه                       | روز جهانی تنوع فرهنگی برای گفتگو و توسعه                              |
| ۲۲ مه                       | روز جهانی تنوع زیستی                                                  |
| ۲۵ مه                       | روز آفریقا / هفته آفریقا                                              |
| ۵ ژوئن                      | روز جهانی محیط زیست                                                   |
| ۸ ژوئن                      | روز جهانی اقیانوس‌ها                                                   |
| ۱۷ ژوئن                     | روز جهانی مبارزه با بیابان زایی و خشکسالی                             |
| ۹ اوت                       | روز جهانی بومیان جهان                                                 |
| ۱۲ اوت                      | روز جهانی جوانان                                                      |
| ۲۳ اوت                      | روز جهانی یادآوری تجارت برده‌ها و نابودی آن                            |
| ۸ سپتامبر                   | روز جهانی سواد آموزی                                                  |
| ۱۵ سپتامبر                  | روز جهانی دموکراسی                                                    |
| ۲۱ سپتامبر                  | روز جهانی صلح                                                         |
| ۲۸ سپتامبر                  | روز جهانی دسترسی جهانی به اطلاعات                                     |
| ۲ اکتبر                     | روز جهانی خشونت                                                       |
| ۵ اکتبر                     | روز جهانی معلمان                                                      |
| ۲ چهارشنبه در ماه اکتبر     | روز جهانی کاهش بلایای طبیعی                                           |
| ۱۷ اکتبر                    | روز جهانی ریشه کن کردن فقر                                            |
| ۲۰ اکتبر                    | روز جهانی آمار                                                        |
| ۲۷ اکتبر                    | روز جهانی میراث سمعی و بصری                                           |
| ۲ نوامبر                    | روز بین‌المللی برای پایان دادن به مصونیت از مجازات علیه روزنامه نگاران |
| ۱۰ نوامبر                   | روز جهانی صلح و توسعه علوم                                            |
| سومین پنجشنبه در ماه نوامبر | روز جهانی فلسفه                                                       |
| ۱۶ نوامبر                   | روز جهانی تحمل                                                        |
| ۱۹ نوامبر                   | روز جهانی مردان                                                       |
| ۲۵ نوامبر                   | روز جهانی رفع خشونت علیه زنان                                         |
| ۲۹ نوامبر                   | روز جهانی همبستگی با مردم فلسطین                                      |
| ۱ دسامبر                    | روز جهانی ایدز                                                        |
| ۱۰ دسامبر                   | روز حقوق بشر                                                          |
| ۱۸ دسامبر                   | روز جهانی مهاجران                                                     |